# 越南共和国司法警察
越南共和国司法警察（CSTP或法语中的“ Police Judiciaire ”），是 存在于1962 年至 1975 年越南共和国国家警察的刑事调查部（CID） 。负责越南共和国境内的刑事案件的侦办工作。